# Gmina Taylor (hrabstwo Dubuque)

Położenie Gminy Taylor w hrabstwie Dubuque

Gmina Taylor (ang. Taylor Township) – gmina w USA, w stanie Iowa, w hrabstwie Dubuque. Według danych z 2000 roku gmina miała 1644 mieszkańców, a jej powierzchnia wynosi 93,8 km².